# Parc Frédéric-Back
Pour les articles homonymes, voir Saint-Michel.

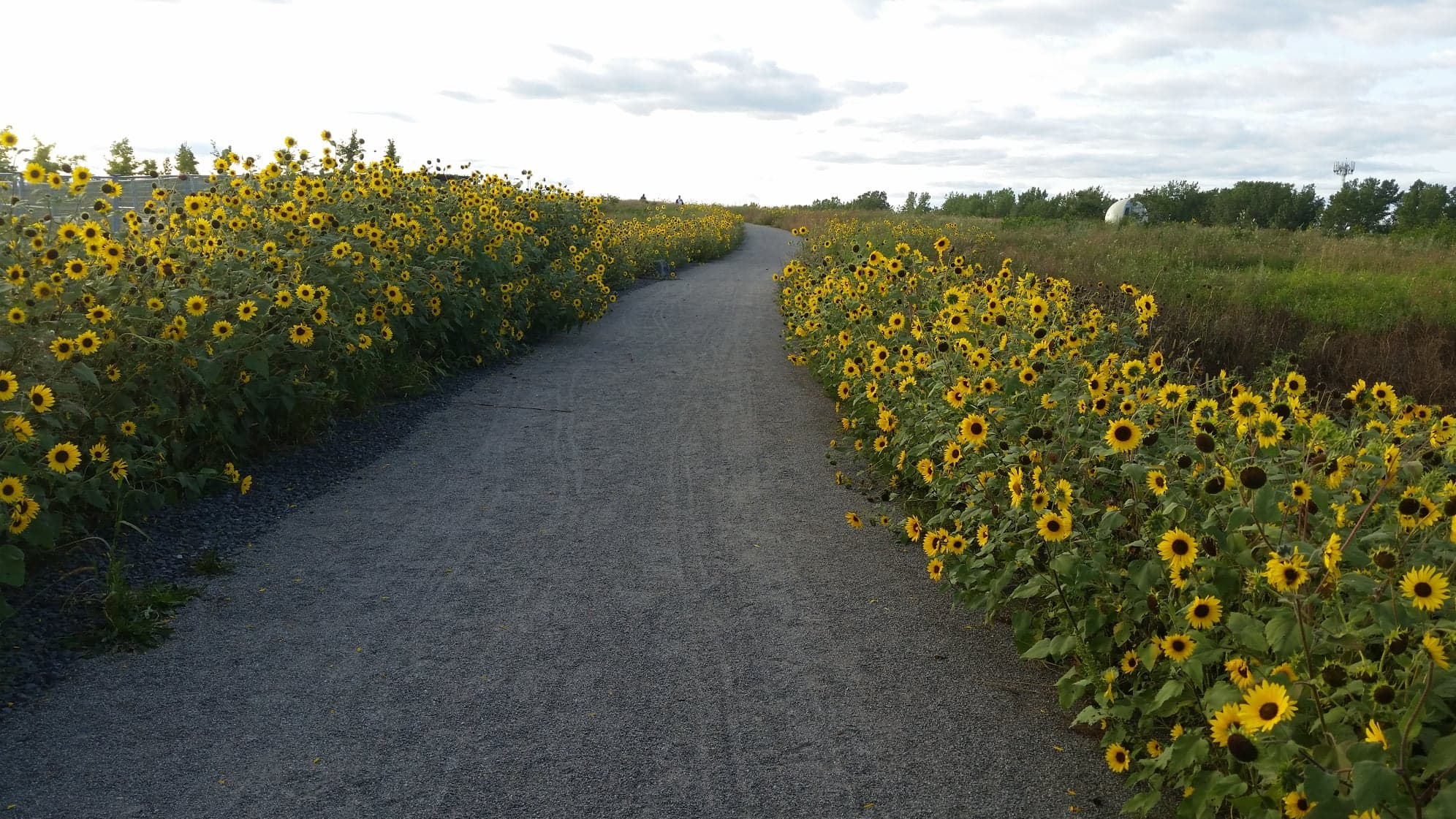
Des tournesols sont apparus sans intervention humaine le long des sentiers, signe que la nature reprend sa place.

Le parc Frédéric-Back (situé dans le Complexe environnemental de Saint-Michel) est un grand parc multi-fonctionnel à Montréal situé dans l'arrondissement de Villeray–Saint-Michel–Parc-Extension, au Québec. D'une superficie actuelle de 48 hectares, il est appelé à devenir d'ici quelques années l'un des plus grands parcs urbains de la Ville de Montréal.

## Toponymie
Le terrain sur lequel le parc est situé a été exploité comme carrière par la famille Miron durant 60 ans, d'où le nom que l'on donnait à cet endroit. En 1988, la Ville de Montréal acquiert le site afin d'en faire un site d'enfouissement des déchets qu'il rebaptise Complexe environnemental de Saint-Michel en 1995, en raison de son emplacement situé dans le quartier Saint-Michel.
Bien que certaines activités d'enfouissement aient toujours lieu, la partie qui est appelée à devenir un parc est nommée Parc Frédéric-Back en 2016 en l'honneur de l'artiste peintre, illustrateur et réalisateur de films Frédéric Back qui a notamment réalisé en 1987 le film L'Homme qui plantait des arbres.

## Histoire
En 1957, toutes les carrières du terrain sont réunies sous la bannière Miron. À la suite de l'augmentation des protestations citoyennes découlant notamment des conséquences du dynamitage, la firme Miron transforme 75 hectares de la carrière en site d'enfouissement de déchets domestiques.
La Ville de Montréal fait l'acquisition de la carrière Miron en 1988 et continue les activités d'enfouissement des résidus. Les deux cheminées de la cimenterie, emblématiques de Saint-Michel, sont abattues devant une assistance de 50 000 personnes. Durant les années 1990, la Ville met en place un centre de tri pour le recyclage et une centrale visant à convertir le biogaz extrait du site d'enfouissement en électricité.
À partir de 1995, le site est constamment remanié sous la direction de la Ville, afin d'en faire un espace vert urbain, aujourd'hui comparable en superficie au parc du Mont-Royal. Un chemin cyclable et piétonnier, transformé en piste de ski de fond l'hiver, est aménagé tout autour du parc. En 2017, deux nouvelles sections, le Parvis Papineau et le Boisé Est, totalisant 17,7 hectares, sont ouvertes au public.
Le parc Frédéric-Back est appelé à devenir l'un des plus grands parcs urbains de la ville d'ici quelques années, avec une superficie estimée à 153 hectares (sur les 192 hectares du complexe),, et représente de surcroit « l'un des plus ambitieux projets de réhabilitation environnementale jamais entrepris en milieu urbain en Amérique du Nord. ». Les travaux doivent normalement prendre fin en 2026 avec des aménagements sur l'ensemble du parc incluant trois plans d'eau.

## Usages actuels
Près de 75 hectares sont toujours utilisés pour l'élimination de déchets. En effet, le complexe comporte outre le parc un centre de récupération de matières recyclables, une centrale électrique fonctionnant grâce à la récupération des biogaz, un site de compostage ainsi qu'un site d'enfouissement.
Le Centre d'expertise sur les matières résiduelles (CEMR), voué à la recherche et à l'application d'une gestion efficace, écologique et durable des matières résiduelles est situé dans le complexe. Depuis quelques années la Cité des Arts du cirque (TOHU), un organisme à but non lucratif, est installé sur le site. À vocations multiples, celui-ci s'est donné pour mission de faire de Montréal une capitale internationale des arts du cirque, de contribuer à la réhabilitation environnementale du site d'enfouissement et d'appuyer le développement communautaire du quartier Saint-Michel.

## Particularités
Des sphères destinées à protéger les puits de captation du biogaz sont dispersées tout au long du secteur est du parc. Leur forme sphérique vise à éviter de remarquer un éventuel mouvement du sol, dû à la nature de son contenu (des déchets). Elles sont par ailleurs phosphorescentes et émanent une couleur verte au crépuscule.
Afin de sensibiliser à une nouvelle façon de voir la consommation, le parc est zéro déchet, ce qui signifie qu'aucun équipement de collecte n'est mis à disposition dans le parc et que chaque personne est responsable de rapporter ses déchets en périphérie.

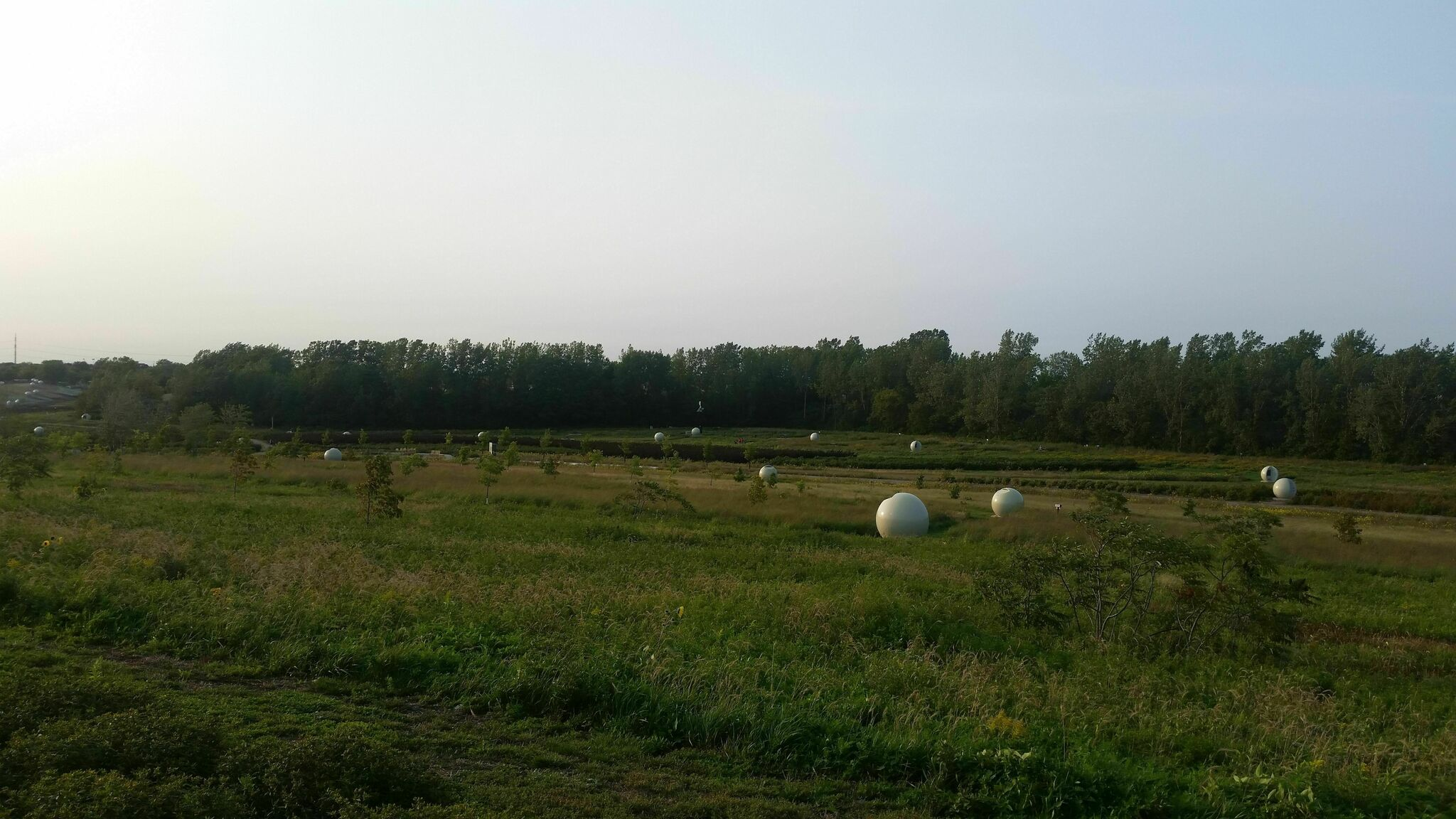
Vue du Boisé Est.
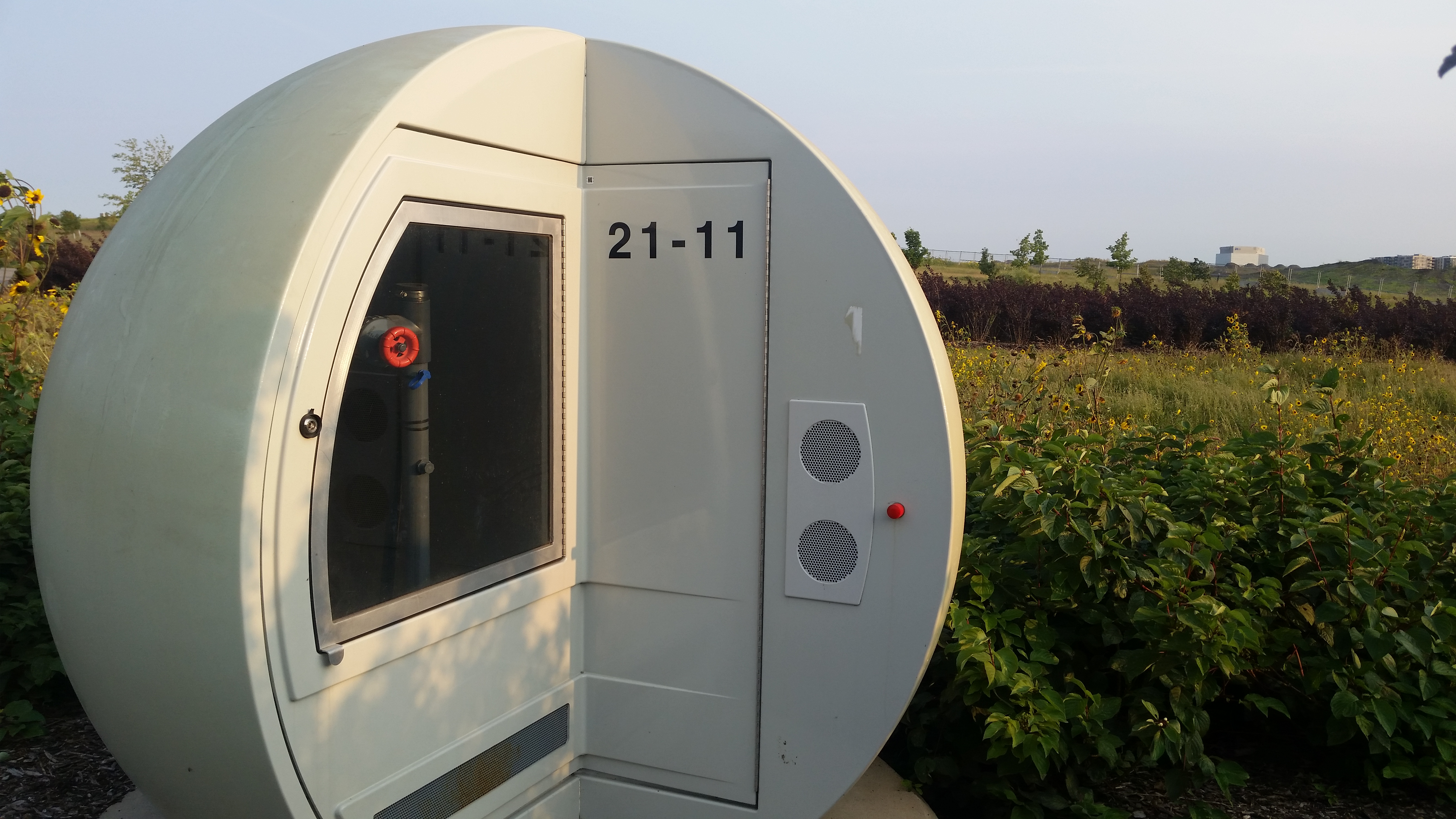
Sphère de protection des puits de captation du biogaz.
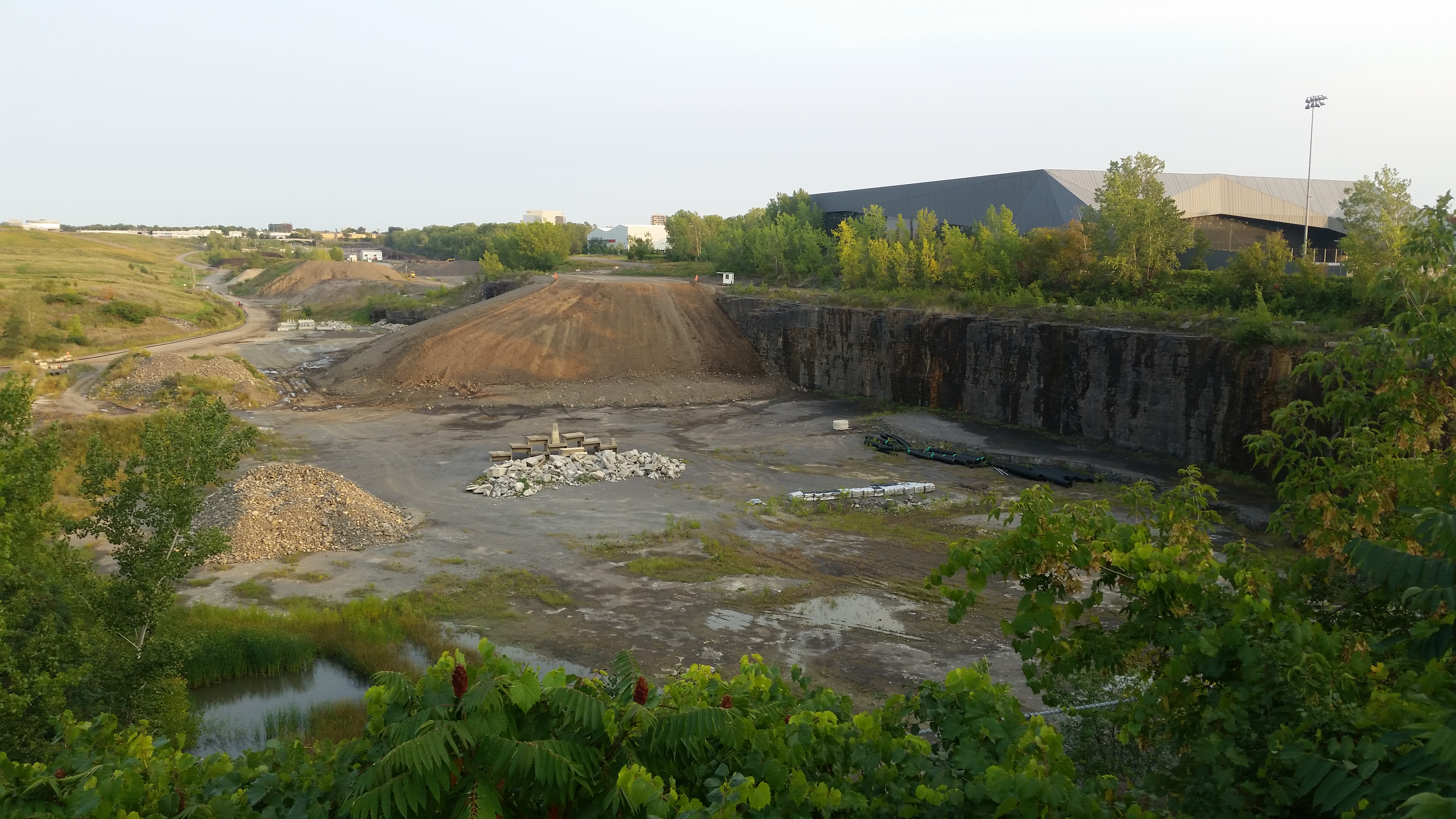
Ancienne carrière Miron.
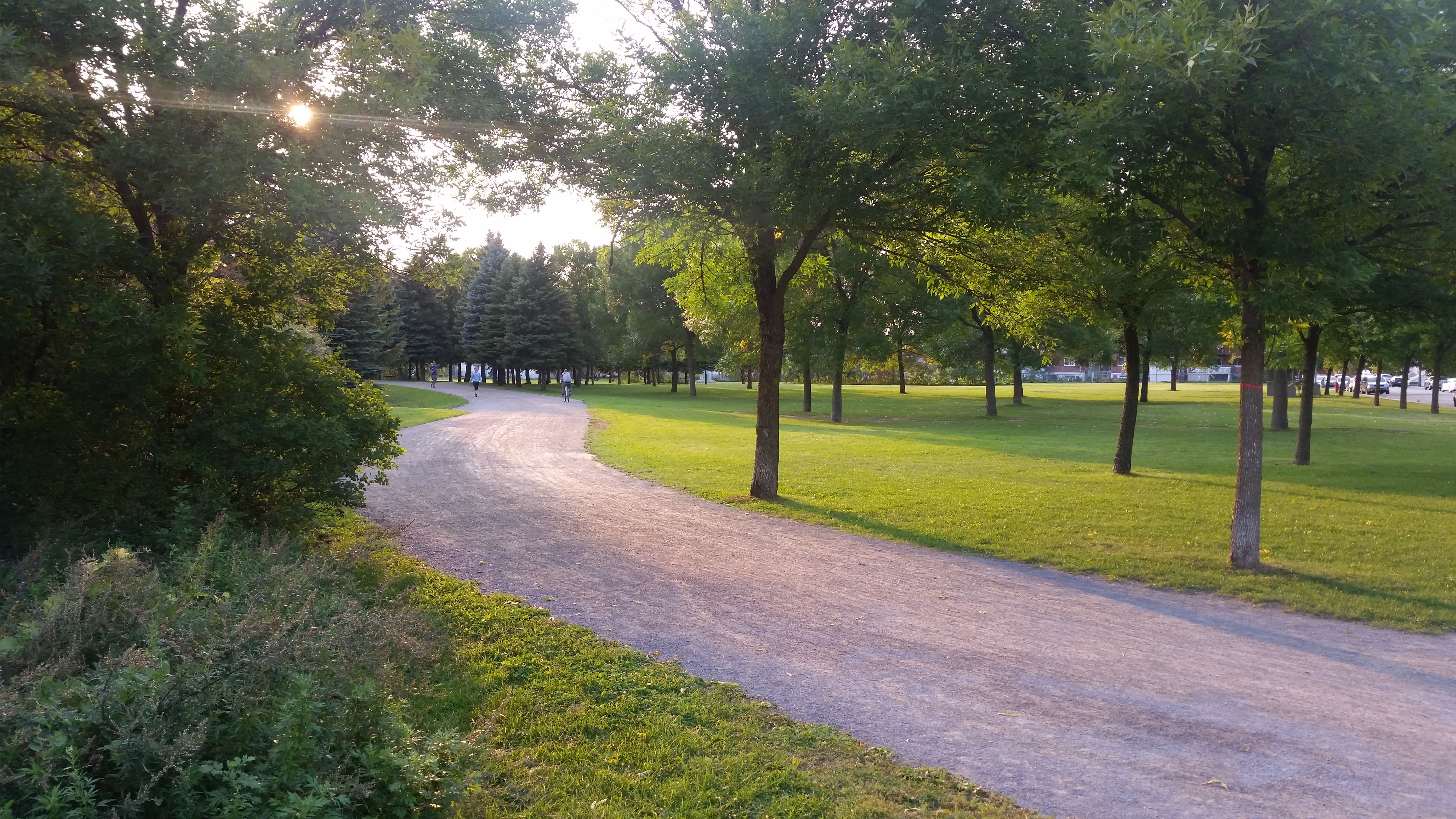
Sentier Nord du parc

## Prix et distinctions
Le projet de réhabilitation du parc a reçu de nombreuses distinctions :
- Lauréat dans la catégorie Mobilier Urbain pour le design unique des boîtiers de puits de captage de biogaz – Grands Prix du Design 2018[9]
- Médaille d'or - Environmentally Sustainable Projects Award
- Mérite - The International Award for Liveable Communities 2004
- Mention spéciale - Communities in Bloom 2004
- Espace Montréal à l'Expo 2010 - Shanghai